# Østerbotn
Østerbotn (også skrevet Austerbotn; nordsamisk: Soggovuotna, finsk: Sokkuvuono) er en fjordarm inderst i Porsangerfjorden i Porsanger kommune i Troms og Finnmark fylke i Norge. Fjorden går ni kilometer mod syd til Østerbotnhalsen i enden af fjorden, et lille stykke øst for kommunebyen Lakselv.
Fjorden går langs østsiden af Oldereidneset og har indløb mellem Gáhkkorláttonjárga i vest og Store Bjørnnes i øst. På den anden side af Oldereidneset ligger Vesterbotn og Brennelvfjorden. Austerbotn er meget dybere end den grunde Vesterbotn og er 106 meter på det dybeste, et godt stykke ude i fjorden. Der ligger flere mindre bebyggelser langs fjorden, som Handelsbukt og Fluberg på østsiden, og Hamnbukt på vestsiden.
Fylkesvej 98 går langs enden og østsiden af fjorden.